# Vanuaxipha tricosa
Vanuaxipha tricosa är en insektsart som beskrevs av Otte, D. och Cowper 2007. Vanuaxipha tricosa ingår i släktet Vanuaxipha och familjen syrsor. Inga underarter finns listade i Catalogue of Life.